# Zseb-Garfield
A Zseb-Garfield Garfield-képsorokat tartalmazó, kéthavi magyar kiadvány, mely a DRIZE Kiadói Kft. gondozásában jelenik meg, 2011 óta. (Korábban az Adoc-Semic kiadásában jelent meg.)

## Megjelenése
A Zseb-Garfieldnak 1994 decemberében jelent meg az első száma. Azóta minden második hónapban megjelenik, mindig más évekből származó Garfield-képsorokkal, a 61. számtól a 91. számig további válogatással Jim Davis másik 1980-as években készült sorozatából, az Orsonból. Majd a 92. számtól kétoldalas Garfield poénok (avagy Vasárnapi Garfield képsorok) vették át az Orson helyét.

## Eddig megjelent könyvek

### Fekete-fehér képsorral (1.-37. könyv)
1. Dalra fakad (1994. december)
2. Szeretettel, Tőlem Neked (1995. február)
3. Ha beindul... (1995. április)
4. Mély benyomások (1995. június)
5. A világ közepe (1995. augusztus)
6. A tuti befutó (1995. október)
7. A virtuóz (1995. december)
8. A kelletlen Rómeó (1996. február)
9. Él és virul (1996. április)
10. Szemem fénye (1996. június)
11. Mon Chérí! (1996. augusztus)
12. A csúcsra tör (1996. október)
13. Mosolyt növeszt (1996. december)
14. Mici, te édes! (1997. február)
15. Miért utálom a hétfőt? (1997. április)
16. Modern idők trubadúrja (1997. június)
17. Virágnyelven tanul (1997. augusztus)
18. Mindenek felett (1997. október)
19. Indulhat a buli? (1997. december)
20. A javából (1998. február)
21. Edzésben (1998. április)
22. Csillag születik (1998. június)
23. Elkészülni, vigyázz, hamm! (1998. augusztus)
24. Átütő siker! (1998. október)
25. Enni vagy nem enni? (ez egy csacsi kérdés) (1998. december)
26. Csonttörő SC (1999. február)
27. Szabad rúgás?! (1999. április)
28. Féktelen strandoló (1999. június)
29. Ez az ágy kiadó (1999. augusztus)
30. Lustálkodás haladóknak (1999. október)
31. Ideális állás: évi egy munkanap (1999. december)
32. Cirmos cica, haj, neked lesz most jaj (2000. február)
33. A helyzet magaslatán (2000. április)
34. Szülinapi meghökkenés (2000. június)
35. Homok...hűs habok....henyélés! (2000. augusztus)
36. Csak elindulni nehéz! (2000. október)
37. A nagyság titka (2000. december)

### Színes képsorokkal (38-60. könyv)
1. Útmutató a boldoguláshoz
2. Útmutató a barátokhoz
3. Útmutató az egészséges életmódhoz
4. Útmutató az élethez a Grand Fotelban
5. Útmutató a kis és nagy háziállatokhoz
6. Útmutató borús és derűs időhöz
7. Útmutató hétalvóknak
8. Útmutató a koffeinizmushoz
9. Útmutató a randizáshoz
10. Útmutató rosszcsontoknak
11. Útmutató a finomságok kamrájának fosztogatóihoz
12. Útmutató a nem egerésző macskákhoz
13. Garfield a gazdaszomorító
14. Házon kívül vagyok!
15. Tiszta Hawaii!
16. Kész kabaré!
17. Kutya bajom
18. A hiperpasszív!
19. Minden, csak nem szokásos
20. Háziátkok
21. A macska törzshelyei
22. A filozofikus macska
23. Várt és váratlan vendégek

### Színes Garfield és Orson képsorok a 80-as, 90-es évekből (61-91. könyv)
1. Country kandúr
2. Imádom a szőröd illatát
3. Álom páros
4. Vigyázz! Támadnak az ételmaradékok!
5. A hájam én vagyok
6. Végre dirigálhatok
7. Miénk itt a tél!
8. Ez már fánk mennyország?
9. Kifogások ügyosztálya
10. Szombat esti frász
11. A sokból sosem elég
12. Don Lasagna
13. Totális bemelegítés
14. Bálba párban
15. Szellemi táplálék
16. Álomgyáros
17. Egyszer fent egyszer lent
18. A nagy költő
19. Ubul, te édesnyálú
20. Meglepetés!
21. Kávés csöbörből csokis bödönbe
22. Beach boys
23. Alvás felső fokon
24. Teljes gázzal az ágyba!
25. Mikulásvárás
26. Diétatörő
27. Elemes pingáló
28. Kutya-elfoglaltság
29. Őrző-védő macska
30. Energiatakarékos életforma
31. Súlyfölénnyel győz!

### Garfield képsorok és duplaoldalas képsorok (92. könyvtől)
1. Ki korán kel...
2. Utálom a hétfőt
3. Nagy has nagy élvezet
4. Támadójáték
5. 15 csészés reggeli
6. Én kis égi medvém
7. Ducira izgulom magam
8. Szörfre föl!
9. Az aranytoll-díjas
10. Stopposok kíméljenek
11. A meccs alatt ásító fiú
12. Örömtánc sütőcsöngésre
13. Fátylat a múltra
14. Igaz barátok
15. Űrsétáltatás
16. A klónom tehet mindenről
17. Turbó deszkás
18. Beszélek stréberül
19. Brokkoli kizárva
20. Agyonimádat
21. Csomagmegőrző van?
22. De jól szól!
23. Stand-up komédiás
24. Utálom a hétfőt
25. Nyálas fogadtatás
26. Legyen mindig hétvége
27. Otthon, édes otthon
28. A mosolygó macska mindig gyanús
29. Lasagna, az étkek fejedelme
30. A legyező golf az igazi!
31. Az ébresztő kávém
32. Az elvesztett hűtőláda fosztogatói
33. A világ nem elég
34. Azt se tudom, hol áll a fejem
35. Irány a természet! De gyorsan!
36. Felszökött a diszkólázam!
37. Kapásból ebéd
38. Rutinos táborozó
39. Nyugis vadnyugat
40. Szobaszerviz
41. Deszkás hiphop
42. Nyeregben érzem magam
43. Erre születni kell
44. Életem megédesítői
45. Végzem a dolgom. Garfield-poénok az 1994-es évből; fordította: Boronyák Rita; Drize, Budapest, 2017
46. Imádom a hosszú téli estéket. Garfield-poénok az 1994. évből; fordította: Frenkel Éva; Drize, Budapest, 2017
47. Együtt többet érünk el a sütiből a polcon. Garfield-poénok az 1994-95. évből; fordította: Bayer Antal, Frenkel Éva; Drize, Budapest, 2018
48. Enni vagy aludni? Garfield-poénok az 1995.. évből; fordította: Bayer Antal; Drize, Budapest, 2018
49. Felrúgásban király vagyok! Garfield-poénok az 1995.. évből; fordította: Bayer Antal; Drize, Budapest, 2018
50. Az (egy) helyben nyaralásé a jövő; fordította: Bayer Antal; Drize, Budapest, 2018
51. Bár lenne házi robottündérem! Garfield-poénok az 1995.. évből; fordította: Bayer Antal; Drize, Budapest, 2018
52. Hálaadás napi rémálom. Garfield-poénok az 1995.-96. évből; fordította: Bayer Antal; Drize, Budapest, 2018
53. Új szerzemények. Garfield-poénok 2005-ből; fordította: Boronyák Rita; Drize, Budapest, 2019
54. Ripitya lakásszerviz. Garfield-poénok 2005-ből; fordította: Boronyák Rita; Drize, Budapest, 2019
55. Szerelem első harapásra
56. Mancsműves hamburger
57. Rövid nyújtás két alvás között
58. Ha esik, ha fúj fütyülök rá
59. Ünnepi köntösben a reggel sincs túl korán
60. Macskalfoglaltság
61. Semmi felhajtás!
62. Pont én? Pont most?
63. Nyalókamóka
64. Pacsipajtások